# Umberto Mozzoni

Wappen von Umberto Mozzoni

Umberto Kardinal Mozzoni (* 29. Juni 1904 in Buenos Aires; † 7. November 1983 in Rom) war ein Diplomat des Heiligen Stuhls und später Kurienkardinal der römisch-katholischen Kirche.

## Leben
Umberto Mozzoni kam als Sohn italienischer Auswanderer in der argentinischen Hauptstadt Buenos Aires zur Welt. Nach seiner Schulzeit studierte er in Macerata und Rom die Fächer Katholische Theologie und Philosophie. Er empfing am 14. August 1927 das Sakrament der Priesterweihe und arbeitete anschließend als Seelsorger und Dozent im Bistum Macerata. Von 1935 bis 1954 stand er im diplomatischen Dienst des Vatikans und versah verschiedene Aufgaben in Kanada, Großbritannien und Portugal.
Papst Pius XII. ernannte ihn 1954 zum Titularerzbischof von Side und zum Apostolischen Nuntius in Bolivien. Die Bischofsweihe empfing Umberto Mozzoni am 5. Dezember 1954 durch Kardinal James Charles McGuigan, den Erzbischof von Toronto; Mitkonsekratoren waren Kurienerzbischof Antonio Samorè und Sivio Cassulo, Bischof von Macerata e Tolentino. 1958 wurde Umberto Mozzoni Nuntius in Argentinien. Er nahm in den Jahren 1962 bis 1965 am Zweiten Vatikanischen Konzil teil. 1969 übernahm er die Leitung der Apostolischen Nuntiatur in Brasilien. Papst Paul VI. nahm ihn am 5. März 1973 als Kardinaldiakon mit der Titeldiakonie Sant’Eugenio in das Kardinalskollegium auf und ernannte ihn ein Jahr darauf zum Präsidenten der Kardinalskommission für die Heiligen Schreine von Pompeji und Loreto. Am 2. Februar 1983 wurde er unter Beibehaltung seiner Titeldiakonie, die pro hac vice zur Titelkirche erhoben wurde, zum Kardinalpriester ernannt.
Umberto Mozzoni starb am 7. November 1983 in Rom und wurde in der Kathedrale von Macerata beigesetzt.